# Irenäus von Lyon

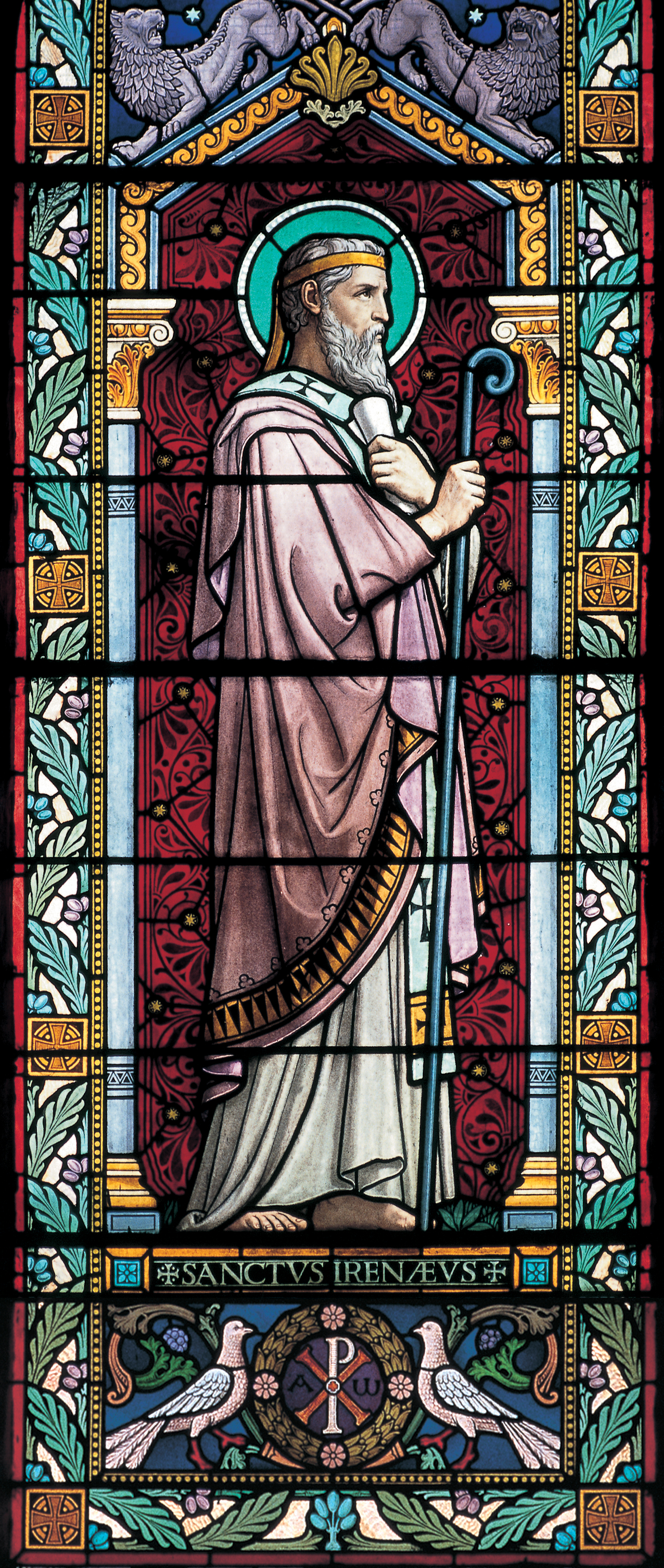
Buntglasfenster in der Kirche St-Irénée (von Lucien Bégule, 1901)

Irenäus von Lyon (altgriechisch Εἰρηναῖος ὁ Σμυρναῖος Eirēnaĩos ho Smyrnaĩos‚ Irenäus aus Smyrna / ‚der Smyrner‘; * vermutlich zwischen 130 und 140; † um 200), ein Kirchenvater, war zweiter überlieferter Bischof in Lugdunum in Gallien, in der römischen Provinz Gallia Lugdunensis (heute Lyon/Frankreich). Er gilt als einer der bedeutendsten Theologen des 2. Jahrhunderts und als einer der ersten systematischen Theologen des Christentums. Seine Schriften waren in der frühen Entwicklung der christlichen Theologie wegweisend, vor allem seine fünf Bücher „gegen die Häresien“ (adversus haereses). Er prägte den Begriff der Regula fidei, der „Regel des Glaubens“.
Er wird als Heiliger verehrt. In evangelischen, anglikanischen und römisch-katholischen Kirchen wird seiner am 28. Juni gedacht, in orthodoxen Kirchen und der armenischen Kirche am 23. August.

## Leben
Über das Leben des Irenäus ist wenig bekannt. Gemäß einer Angabe in Eusebs Historia Ecclesiastica stammte er vermutlich aus Smyrna in Kleinasien, dem heutigen İzmir (Türkei) und der Heimatstadt von Polykarp von Smyrna. Er gilt als dessen Schüler, auch wenn er sich nie ausdrücklich als solchen bezeichnete. Er gibt an, Polykarp in seiner frühen Jugend gesehen bzw. gehört zu haben, als jener bereits ein sehr alter Mann war. Irenäus erwähnt, dass Polykarp „nicht nur durch die Apostel unterwiesen worden war und mit vielen sprach, welche Christus gesehen hatten, sondern auch von den Aposteln in Asia als Bischof der Kirche von Smyrna eingesetzt worden“ sei.
Irenäus war der Überlieferung zufolge der zweite Bischof von Lyon. Der erste Bischof, Pothinus, erlitt 177 während der Christenverfolgungen unter Marcus Aurelius das Martyrium. Irenäus war zu dieser Zeit in Rom, wo er gegen gnostisch-christliche Lehren kämpfte und in Bezug auf den Montanismus den streitbaren römischen Bischof Eleutherus zum Frieden mahnte. Im Osterfeststreit zwischen Viktor I. von Rom (ca. 188–199) und den Quartodezimanern trat Irenäus erneut als Vermittler auf.
Irenäus starb vermutlich um 200 n. Chr. Nach einer anderen Überlieferung soll er die beiden Brüder Ferreolus und Ferrutius zu Priestern geweiht und auf Mission in die Gegend von Besançon entsandt haben; dort erlitten beide um das Jahr 215 das Martyrium.
Papst Franziskus kündigte am 7. September 2021 an, Irenäus zum Kirchenlehrer mit dem Titel Doctor Unitatis (Lehrer der Einheit) erheben zu wollen. Der Kardinalpräfekt der Kongregation für die Selig- und Heiligsprechungsprozesse, Marcello Semeraro, legte dem Papst am 20. Januar 2022 die Zustimmung der Mitglieder der Kongregation zu dieser Absicht vor. Einen Tag später verfügte Papst Franziskus die Erhebung Irenäus’ zum Kirchenlehrer mit dem Ehrentitel Doctor Unitatis.

## Werk
Irenäus verfasste zahlreiche Bücher, von denen nur wenige erhalten sind. Das wichtigste ist die fünfbändige Entlarvung und Widerlegung der sogenannten Erkenntnis (Lateinisch Adversus haereses, „Gegen die Häresien“), ungefähr 180 n. Chr. veröffentlicht. Fragmente in der griechischen Originalsprache sind erhalten, außerdem eine kurz nach der griechischen Veröffentlichung entstandene, vollständig erhaltene, aber ziemlich freie lateinische Übersetzung. Die Bücher IV und V sind zudem in einer wörtlichen armenischen Übersetzung überliefert.
Der Zweck von Adversus haereses besteht in der Abgrenzung von gnostischen und anderen Lehren und Lehrern. Sie sollen als irreführend erwiesen werden. Das Werk wurde als eine Goldmine für die Geschichte der Gnosis des 2. Jahrhunderts bezeichnet; es bleibe auch nach Entdeckung der Bibliothek von Nag Hammadi im Jahr 1945 eine der wichtigsten Quellen für die Kenntnis der Gnosis.
Besondere Bedeutung haben Irenäus’ Auseinandersetzungen mit dem Judasevangelium gewonnen, nachdem 1976 ein Codex mit einer koptischen Übersetzung des Judasevangeliums aus dem 4. Jahrhundert aufgefunden wurde.

## Wirkung
Irenäus von Lyon übte aufgrund seines Intellekts und seiner Schaffenskraft großen Einfluss auf das gesamte Abendland aus.
Er ist der Urheber des oft zitierten Satzes

„Die Herrlichkeit Gottes ist der lebende Mensch, das Leben des Menschen die Gottesschau.“

(Gloria Dei vivens homo …)
Irenäus wird als Märtyrer verehrt. Sein Martyrium ist nur bei Gregor von Tours bezeugt. Irenäus wurde unter der Kathedrale Saint-Jean (Kirche zu Ehren Johannes des Täufers) in Lyon begraben, die später zu seinen Ehren in Saint-Irénée umbenannt wurde. Sein Grab samt Reliquien wurde 1562 von Hugenotten zerstört. Ebenfalls in Lyon befindet sich die Kirche St-Irénée.

## Theologie
Zentrum der Theologie des Irenäus, der als Begründer der christlichen Dogmatik gilt, ist die Einheit Gottes, im Gegensatz zur Aufteilung des gnostischen Gottes in eine Zahl göttlicher „Äonen“ und die gnostische Unterscheidung zwischen einem transzendenten „höchsten Gott“ und einem niederen „Demiurgen“, der die Welt erschaffen habe. Irenäus verwendet die Logostheologie, die er von Justin dem Märtyrer übernimmt, aber zieht es vor, vom Sohn und vom Geist als den beiden „Händen Gottes“ zu sprechen. Christus ist für ihn derjenige, welcher den unsichtbaren Vater für uns sichtbar gemacht hat.
Seiner Betonung der Einheit Gottes entspricht eine Betonung der Einheit der Heilsgeschichte. Irenäus besteht darauf, dass Gott die Welt erschaffen habe und sie seitdem beherrsche. Alles, was geschehen ist, ist ein Teil seines Planes für die Menschheit.
Alles, was geschieht, ist folglich von Gott geplant, der Menschheit zu helfen, ihre Unreife zu überwinden und aufzuwachsen. Diese Welt ist von Gott entworfen worden als eine Problemzone, wo die Menschen gezwungen sind, moralische Entscheidungen zwischen Gut und Böse zu treffen – nur auf diese Art können sie reifen (siehe: Willensfreiheit). Irenäus vergleicht den Tod mit dem Wal, der laut Bibel den Jona verschluckte: Dieser fand sich nur dazu in der Tiefe des Bauches des Wals wieder, damit er sich Gott zuwenden und dessen Willen tun konnte. Tod und Leiden sind offenkundig das Böse, aber ohne dieses ist der Weg zur Erkenntnis Gottes nicht gangbar.
Höchster Punkt der Heilsgeschichte ist Christus. Irenäus legt Christi Rolle als Erlöser fest. Er sieht Christus als den neuen Adam, der das ungeschehen machte, was Adam durchkreuzte: Wo Adam wegen der Frucht eines Baums ungehorsam war, war Christus sogar bis zum Tod auf dem Holz eines Baums gehorsam. Irenäus zieht als erster den bei späteren Christen immens populären Vergleich zwischen Eva und Maria und kontrastiert die Pflichtvergessenheit der ersteren mit dem Pflichtgefühl der letzteren: „Eva mußte notwendigerweise in Maria wiederhergestellt werden, damit eine Jungfrau, indem sie zur Anwältin einer Jungfrau werde, durch ihren jungfräulichen Gehorsam den jungfräulichen Ungehorsam rückgängig mache.“ (Zum Erweis der apostolischen Verkündigung [Epideixis], 33)
Weiterhin sieht Irenäus an Christus die Rekapitulierung des menschlichen Lebens. Dies heißt, Christus durchläuft das Stadium menschlichen Lebens und heiligt es durch sein Leben mit seiner Göttlichkeit.
Nach Irenäus kommt das Heil im Wesentlichen durch die Inkarnation des Sohnes Gottes als Mensch. Tod und Vergänglichkeit sieht er als Strafe für die Sünden an. Gott aber ist unsterblich und unvergänglich; mit der menschlichen Natur in Christus vereinigt, übermittelt er uns diese Qualitäten. Die Ansichten des Irenäus haben besonders die Theologie der Orthodoxen Kirche bis heute maßgeblich geprägt, während im Westen (bei Katholiken wie Protestanten) die Ansichten des Augustinus sich als die wirkmächtigeren erweisen sollten.
Irenäus zitiert aus den meisten Büchern, die im Kanon des Neuen Testaments enthalten sind, und zählt zudem den 1. Clemensbrief und den Hirt des Hermas dazu. Seine Schriften zitieren nicht Philemon, 2. Petrus, 3. Johannes und Judas. Irenäus hob als erster christlicher Autor alle vier auch heute gültigen kanonischen Evangelien als göttlich inspiriert hervor, vielleicht in Reaktion auf Marcions redigierte Version des Lukasevangeliums, das dieser als das einzige gültige Evangelium propagierte.

## Schriften
- Herausgegeben, übersetzt und eingeleitet von Norbert Brox (griechisch-lateinisch-deutsch)

1. Epideixis – Adversus haereses = Darlegung der apostolischen Verkündigung – Gegen die Häresien I. Herder, Freiburg u. a. 1993 (Fontes Christiani, Band 8/1), ISBN 3-451-22225-6.
2. Adversus haereses = Gegen die Häresien II. Herder, Freiburg u. a. 1993 (Fontes Christiani, Band 8/2), ISBN 3-451-22226-4.
3. Adversus haereses = Gegen die Häresien III. Herder, Freiburg u. a. 1995 (Fontes Christiani, Band 8/3), ISBN 3-451-22227-2.
4. Adversus haereses = Gegen die Häresien IV. Herder, Freiburg u. a. 1995 (Fontes Christiani, Band 8/4), ISBN 3-451-22228-0.
5. Adversus haereses = Gegen die Häresien V. Herder, Freiburg u. a. 2001 (Fontes Christiani, Band 8/5), ISBN 3-451-22229-9.